# Cronache dell'Ombra
Cronache dell'Ombra (titolo originale The Curse of the Gloamglozer) è un romanzo fantasy di Paul Stewart e Chris Riddell. È l'ultimo libro della saga di Boscofondo ed è un prequel. I primi tre libri sono Cronache di Boscofondo, Cronache del Bordo e Cronache di Santafrasso.

## Trama
Quint, figlio del capitano pirata volante Sciacallo dei Venti, diventa apprendista del Supremo Accademico di Santafrasso, Linius Pallitax. Dovrà svolgere per lui un sacco di compiti importanti, come cercare una pergateccia nella Gran Biblioteca o manovrare la cosiddetta Cielgabbia. Farà conoscenza con alcune persone che vivono con Linius al Palazzo delle Ombre. Welma Spinlegno è la sua cameriera, Dittolo il suo animale domestico, Pinzette il suo portiere e Maris la sua figlia. Insieme a quest'ultima, Quint entrerà nella lieviroccia e si scontrerà col malluccignolo sanguigno, una creatura simile ad un cuore che succhia l'energia vitale a tutti coloro che vogliono sfidarla. E fra questi anche Bungus Steptrix, un bibliotecario studiaterra che aveva risorse a tutto. Ma il malvagissimo Mordicuore verrà sguinzagliato nel mondo con l'aiuto di due persone: Linius e Quint.

## Cronologia dei fatti
Rispetto alla prima trilogia (Cronache di Boscofondo, Cronache del bordo e Cronache di Santafrasso) i fatti narrati in questo volume sono antecedenti alle vicende di Fruscello, anche se il libro è stato scritto dopo. 

## Edizioni
- Paul Stewart e Chris Riddell, Cronache dell'ombra, traduzione di Ragusa A., Mondadori, 2003, ISBN 88-04-52259-3.